# 조이 벨
조이 벨(Zoë Bell, 1978년 11월 11일 ~ )은 뉴질랜드의 배우, 스턴트 배우이다.
어린시절 체조선수로 활동했으며, 15세 때 태권도로 종목을 변경하며 스턴트 배우로서 활약하게 된다. 2003년 개봉 영화 《킬 빌》에서 주인공인 우마 서먼의 액션 대역을 맡아 이름을 알렸다.

## 출연 작품

### 스턴트
- 헤라클레스 (1995-99)
- 여전사 지나 (1998-2001) - 지나(루시 롤리스) 대역
- 킬 빌 1부 & 킬 빌 2부 (2003, 2004) - 신부(우마 서먼) 대역
- 캣우먼 (2004) - 캣우먼(할리 베리) 대역
- 앨리어스 (2005) - 켈리 페이턴(에이미 애커) 대역
- 포세이돈 (2006)
- 킹덤 (2007)
- 로스트 (2008)
- 콜렉터 (2009)
- 바스터즈: 거친 녀석들 (2009) - 쇼산나(멜라니 로랑) / 브리짓 본 해머스마크 (다이앤 크루거) 대역
- 프로포즈 (2009) - 머거릿(샌드라 불럭) 대역
- 파이널 데스티네이션 4 (2009)
- 아이언맨 3 (2013)
- 하와이 파이브-0 (2013)
- 토르: 라그나로크 (2017) - 헬라(케이트 블란쳇) 대역
- 원스 어폰 어 타임 인 할리우드 (2019)

### 배우
- 울트라바이올렛 (2006)
- 그라인드하우스 (2007)
- 로스트 (2008)
- 게이머 (2009)
- 위핏 (2009)
- 폴아웃: 뉴 베가스 (2010) - (목소리) 멜시사 / 다이앤 / 린다 슐러 / 앨리스 호스텔러
- 가십걸 (2011)
- 베이타운 디스코 (2012)
- 장고: 분노의 추적자 (2012) - 추적자 역
- 헨젤과 그레텔: 마녀 사냥꾼 (2013) - 키 큰 마녀 역
- 오블리비언 (2013) - 카라 역
- 하와이 파이브-0 (2013) - 섀넌 모건 박사 역
- 헤이트풀8 (2015) - 식스 호스 주디 역
- 원스 어폰 어 타임 인 할리우드 (2019) - 재닛 역